# Gorga (Olaszország)
Gorga település Olaszországban, Lazio régióban, Róma megyében. Lakosainak száma 665 fő (2023. január 1.). Gorga Carpineto Romano, Montelanico, Morolo, Supino, Anagni, Sgurgola és Gavignano községekkel határos.

## Népesség
A település lakossága az elmúlt években az alábbi módon változott:
| Lakosok száma | 720  | 712  | 665  |
|               | 2017 | 2018 | 2023 |